# Old Before I Die
Old Before I Die è un brano di Robbie Williams, pubblicato nell'aprile 1997 come primo singolo estratto dal suo album di debutto Life thru a Lens.
Il singolo fu un importante successo in Inghilterra. Nel resto d'Europa è arrivato secondo in Italia e primo in Spagna. Il video prodotto per Old Before I Die vede Robbie Williams eseguire il brano accompagnato da un gruppo di anziani, alternando queste scene principali ad altre in cui si vede il cantante librarsi nell'aria.

## Tracce
UK CD1
1. "Old Before I Die" - 3:50
2. "Average B-Side" - 2:58
3. "Better Days" - 3:30

UK CD2
1. "Old Before I Die" - 3:50
2. "Kooks" - 3:00
3. "Making Plans for Nigel" - 4:05

## Classifiche
| Classifica (1997) | Posizione massima |
| ----------------- | ----------------- |
| Austria           | 30                |
| Belgio (Fiandre)  | 47                |
| Germania          | 37                |
| Irlanda           | 11                |
| Italia            | 2                 |
| Paesi Bassi       | 53                |
| Regno Unito       | 2                 |
| Spagna            | 1                 |
| Svizzera          | 30                |